# Epalang
Das Epalang ist ein traditionelles Messer aus dem Südwesten der Demokratischen Republik Kongo, aus einem Gebiet zwischen den Flüssen Kwango und Kwilu. Diese Messer werden von den Ethnien Pende, Ngul, Lwer, Dzing, Yanzi, Mbuun und Hungaan verwendet.

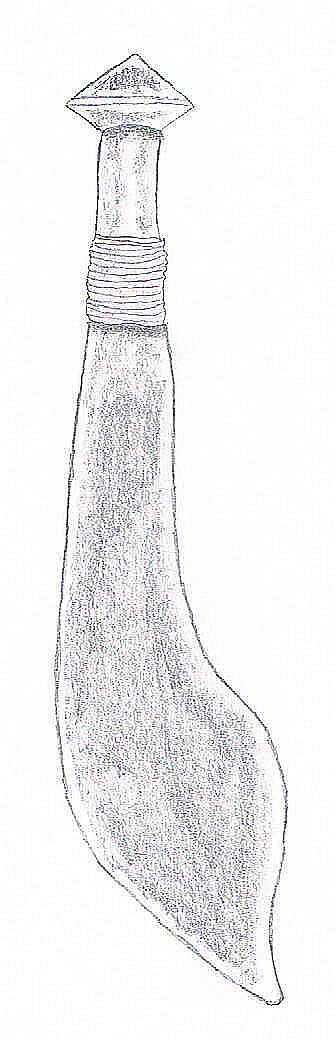

## Beschreibung
Die Klinge des Epalang ist sehr breit und bauchig. Vielfach ist sie rundlich gearbeitet, so dass das Messer auch Scheibenmesser genannt wird. Es gibt aber auch länglichere Exemplare. 
Die Klinge besteht aus Eisen, das Griffstück aus Holz. Das Griffstück kann mit Messing beschlagen oder mit Leder umwickelt sein. Die Länge beträgt durchschnittlich 30 cm bei einem durchschnittlichen Gewicht von 650 g.